# Peter Elliott
Peter Elliott (Rawmarsh, 9 ottobre 1962) è un ex mezzofondista britannico.

## Palmarès
| Anno                                  | Manifestazione          | Sede        | Evento       | Risultato        | Prestazione | Note |
| ------------------------------------- | ----------------------- | ----------- | ------------ | ---------------- | ----------- | ---- |
| In rappresentanza della Gran Bretagna |                         |             |              |                  |             |      |
| 1980                                  | Mondiali di cross       | Parigi      | Corsa U20    | 57º              | 23'54"      |      |
| 1983                                  | Europei indoor          | Budapest    | 800 m piani  | Argento          | 1'47"58     |      |
| 1983                                  | Mondiali                | Helsinki    | 800 m piani  | 4º               | 1'44"87     |      |
| 1984                                  | Giochi olimpici         | Los Angeles | 800 m piani  | Quarti di finale | 1'45"49     |      |
| 1987                                  | Mondiali                | Roma        | 800 m piani  | Argento          | 1'43"41     |      |
| 1988                                  | Giochi olimpici         | Seul        | 800 m piani  | 4º               | 1'44"12     |      |
| 1988                                  | Giochi olimpici         | Seul        | 1500 m piani | Argento          | 3'36"15     |      |
| 1990                                  | Europei                 | Spalato     | 1500 m piani | 4º               | 3'39"07     |      |
| In rappresentanza dell' Inghilterra   |                         |             |              |                  |             |      |
| 1986                                  | Giochi del Commonwealth | Edimburgo   | 800 m piani  | Bronzo           | 1'45"42     |      |
| 1990                                  | Giochi del Commonwealth | Auckland    | 1500 m piani | Oro              | 3'33"39     |      |

## Altre competizioni internazionali
1983
- Bronzo in Coppa Europa ( Londra), 800 m piani - 1'45"84
- Bronzo al Memorial Van Damme ( Bruxelles), 800 m piani - 1'45"32
- 5º al DN Galan ( Stoccolma), 800 m piani - 1'45"55
- Argento al Golden Gala ( Roma) - 1'46'05"

1986
- Oro alla Grand Prix Final ( Roma), 800 m piani - 1'46"91
- Bronzo al Memorial Van Damme ( Bruxelles), 800 m piani - 1'44"87
- Oro al Golden Gala ( Roma) - 1'46'91"

1987
- Argento al Golden Gala ( Roma) - 1'45"54

1988
- Argento ai Bislett Games ( Oslo), miglio - 3'49"20
- Argento al Memorial Van Damme ( Bruxelles), 1500 m piani - 3'32"94

1990
- Bronzo alla Grand Prix Final ( Atene), miglio - 3'53"85
- Argento ai Bislett Games ( Oslo), miglio - 3'49"76

1991
- Oro in Coppa Europa ( Francoforte sul Meno), 1500 m piani - 3'43"39
- Oro ai Bislett Games ( Oslo), miglio - 3'49"86
- Argento al Memorial Van Damme ( Bruxelles), 1500 m piani - 3'32"94